# Type 5 Ke-Ho
Ke-Ho Kiểu 5 (五式軽戦車 Go-shiki keisensha?) là kiểu xe tăng hạng nhẹ cuối cùng của Lục quân Đế quốc Nhật Bản trong Chiến tranh thế giới thứ hai. Giống như hầu hết các xe tăng hạng nhẹ của Nhật thời kì này, Ke-Ho Kiểu 5 thực chất cũng chỉ là một phiên bản được nâng cấp của Ha-Go Kiểu 95.

## Lịch sử phát triển
Khi Chiến tranh Thái Bình Dương bắt đầu, các chỉ huy quân đội Nhật Bản bắt đầu nhận ra kiểu xe tăng chủ lực của lục quân Nhật Bản, Ha-Go Kiểu 95 đã trở nên lỗi thời. Tuy tỏ ra vượt trội khi đối đầu với Quân đội Cách mạng Quốc dân được trang bị chủ yếu là vũ khí hạng nhẹ trong cuộc Chiến tranh Trung-Nhật, Kiểu 95 hoàn toàn không đủ sức chống lại các kiểu xe tăng của phe Đồng Minh. Khẩu pháo chống tăng 37mm không đủ sức để xuyên thủng lớp giáp của xe tăng Anh Matilda cũng như M4 Sherman và M3 Stuart của Hoa Kỳ. Chưa kể, các vũ khí bộ binh bình thường cũng có thể xuyên thủng lớp giáp mỏng của nó, khiến cho Ha-Go Kiểu 95 trở nên vô cùng yếu ớt.
Để khắc phục những khuyết điểm trên, các kiểu thiết kế xe tăng hạng nhẹ mới đã ra đời như Ke-Ni Kiểu 98 và Ke-To Kiểu 2 đã đi đúng hướng nhưng vẫn chưa đủ. Vì vậy, việc xem xét một thiết kế hoàn chỉnh đã được tổ chức và nguyên mẫu cho một kiểu tăng hạng nhẹ mới đã được hoàn thành vào năm 1942. Tuy nhiên, vào thời điểm đó, dự án này đã bị trì hoãn do Bộ tổng tham mưu Lục quân Đế quốc Nhật Bản muốn tập trung khả năng sản xuất cho xe tăng hạng trung và máy bay. Việc sản xuất hàng loạt kiểu xe tăng này cuối cùng đã được cho phép vào 1945 nhưng đã quá muộn. Nó trở nên bất khả thi vì thiếu hụt nguyên liệu và các cuộc ném bom của không quân Hoa Kỳ xuống lãnh thổ Nhật Bản. Chỉ có duy nhất 1 chiếc nguyên mẫu được hoàn thành khi Chiến tranh thế giới thứ hai kết thúc.

## Thiết kế
Ke-Ho Kiểu 5 đã sử dụng khung xe và cách bố trí cơ bản của Ha-Go Kiểu 95 nhưng có tăng cường lớp giáp và sử dụng hỏa lực chính lớn hơn là một pháo chống tăng Kiểu 1 47 mm, kèm theo 80 quả đạn pháo. Ngoài ra, xe còn được gắn một trung liên 7,7 mm trên tháp pháo. Động cơ làm mát bằng không khí, công suất 150 mã lực, giúp cho xe có thể đạt tốc độ cao nhất là 50 km/giờ. Tuy hoàn toàn vượt trội hơn so với Kiểu 95 cũ, Ke-Ho cũng không thể so lại với M4 Sherman của Hoa Kỳ về lớp giáp lẫn hỏa lực.